# 7194 Susanrose
7194 Susanrose (tên chỉ định: 1993 SR3) là một tiểu hành tinh vành đai chính. Nó được phát hiện bởi Henry E. Holt ở Đài thiên văn Palomar ở Quận San Diego, California, ngày 18 tháng 9 năm 1993. Nó được đặt theo tên Susan Rose, một nhà thiên văn nghiệp dư Mỹ.